# یواس‌اس گلدفینچ (ای‌ام-۷۷)
یواس‌اس گلدفینچ (ای‌ام-۷۷) (به انگلیسی: USS Goldfinch (AM-77)) یک کشتی بود که طول آن ۱۳۲ فوت ۴ اینچ (۴۰٫۳۴ متر) بود. این کشتی در سال ۱۹۲۹ ساخته شد.